# Albert Marden
Pour les articles homonymes, voir Marden.
Albert Marden (né le 18 novembre 1934) est un mathématicien américain, spécialisé dans l'analyse complexe et la géométrie hyperbolique.

## Formation et carrière
Marden obtient son doctorat en 1962 à l'Université Harvard sous la direction de Lars Ahlfors. Marden est professeur à l'Université du Minnesota depuis les années 1970, où il est maintenant professeur émérite. Il est membre de l'Institute for Advanced Study (IAS) au cours de l'année universitaire 1969-1970, à l'automne 1978 et à l'automne 1987.
Ses recherches portent sur les surfaces de Riemann, les différentielles quadratiques, les espaces de Teichmüller, la géométrie hyperbolique des surfaces et des 3-variétés, les groupes fuchsiens, les groupes kleiniens, la dynamique complexe et l'analyse géométrique en basse dimension.
Concernant les propriétés des 3-variétés hyperboliques, Marden formule en 1974 la conjecture d'apprivoisement qui est prouvée en 2004 par Ian Agol et indépendamment par un effort de collaboration de Danny Calegari et David Gabai.
En 1962, il donne une conférence (en tant que conférencier agréé mais pas conférencier invité) sur Une condition suffisante pour la relation bilinéaire sur les surfaces de Riemann ouvertes au Congrès international des mathématiciens à Stockholm. En 2012, il est élu membre de l'American Mathematical Society. Il est le directeur de thèse d'Howard Masur.